# 岡田与好
岡田 与好（おかだ ともよし、1925年8月11日 - 2014年5月27日）は、日本の西洋経済史学者。大塚久雄、高橋幸八郎の愛弟子。

## 略歴
- 1925年 - 神戸市出身
- 1951年 - 東京大学経済学部西洋経済史卒業
- 1952年 - 東京大学社会科学研究所助手
- 1956年 - 東北大学講師
- 1957年 - 同助教授
- 1962年 - 「イギリス初期労働立法の歴史的研究 賃労働史序説」で東北大学経済学博士
- 1967年 - 東京大学社会科学研究所助教授
- 1969年 - 同教授
- 1976年 - 同所長
- 1986年 - 定年退官、名誉教授、亜細亜大学経済学部教授
- 1988年 - 神奈川大学特任教授
- 1990年 - 流通経済大学教授
- 2014年5月27日午後0時46分 - 嚥下障害のため東京都杉並区の病院で死去。88歳没。

## 著書
- 『イギリス初期労働立法の歴史的展開』御茶の水書房 1961
- 『独占と営業の自由 　ひとつの論争的研究』木鐸社 1975
- 『自由経済の思想』東京大学出版会 1979
- 『経済的自由主義 　資本主義と自由』東京大学出版会 東京大学社会科学研究所研究叢書 1987

### 共編著
- 『近代革命の研究』編 東京大学出版会 東京大学社会科学研究所研究報告 1973
- 『社会科学と諸思想の展開』広中俊雄,樋口陽一共編 創文社 1977
- 『十九世紀の諸改革』編 木鐸社 1979
- 『現代国家の歴史的源流』編 東京大学出版会 東京大学社会科学研究所研究報告 1982
- 『政府・国家・民族 丸谷才一『裏声で歌へ君が代』を素材として』樋口陽一、山室信一鼎談 木鐸社 1983
- 『政治経済改革への途 　ヨーロッパにおける若干の歴史的経験』編 木鐸社 1991